# Rue Louis-Lumière
La rue Louis-Lumière est une voie du 20e arrondissement de Paris, en France.

## Situation et accès

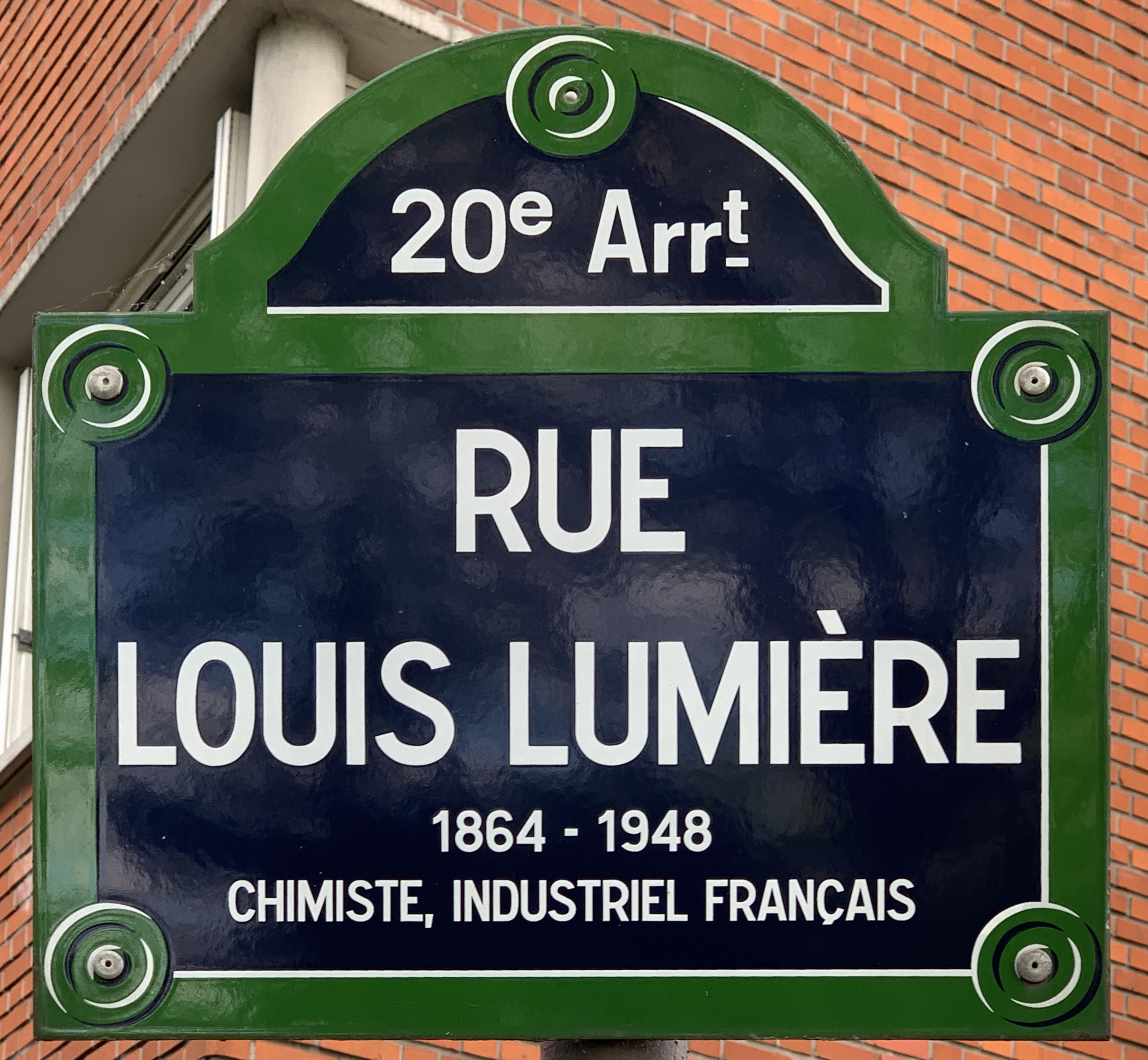
Plaque de la rue.

La rue Louis-Lumière est une voie publique située dans le 20e arrondissement de Paris. Elle débute rue Lucien-Lambeau et se termine avenue de la Porte-de-Bagnolet.
Le quartier est desservi par la ligne 3 à la station Porte de Bagnolet.

## Origine du nom

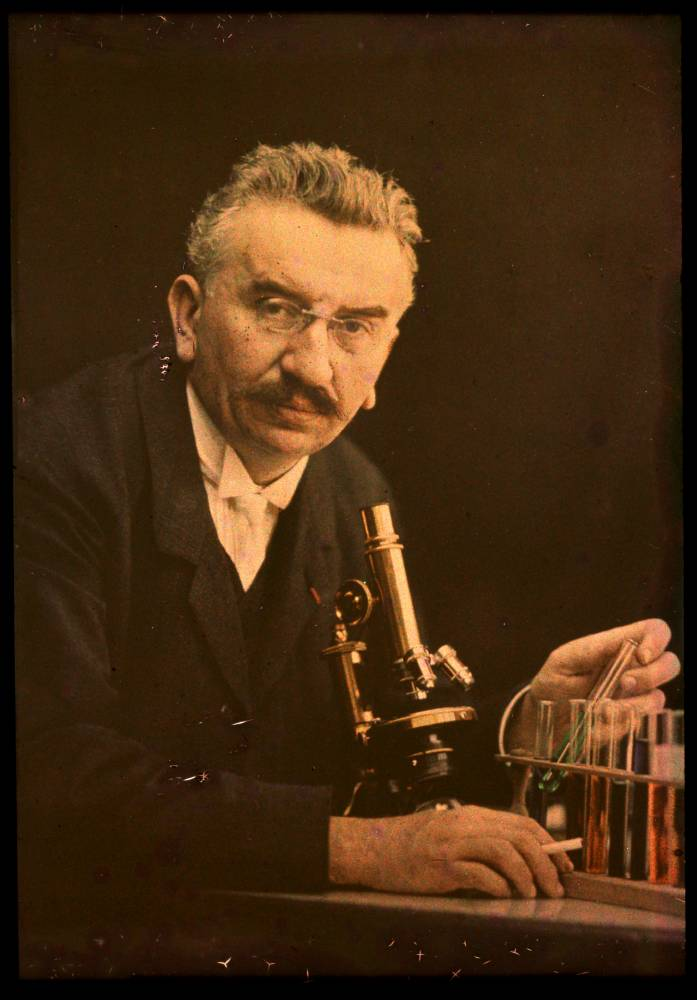
Louis Lumière.

Elle a été nommée en référence à Louis Lumière (1864-1948), l’un des deux frères Lumière, pionniers du cinéma.

## Historique
La rue a été ouverte en 1956 sous le nom provisoire de « voie B/20 » et a pris sa dénomination actuelle par un arrêté du 21 mai de la même année.

## Bâtiments remarquables et lieux de mémoire
- No 30 : stade, tennis et piscine.
- No 44 : Résidence internationale de Paris.